# Frans van Lennep
Jhr. Frans Johan Eliza van Lennep  (Amsterdam, 14 juni 1890 - Bentveld, 15 april 1980) was een Nederlandse bankier, politicus en schrijver van geschiedkundige werken.

## Familie
Van Lennep was lid van de Haarlemse regentenfamilie Van Lennep en een zoon van de in 1911 in de Nederlandse adel verheven burgemeester van Heemstede en gedeputeerde van Noord-Holland jhr. mr. David Eliza van Lennep (1865-1934) en jkvr. Isabella Backer (1868-1938). Hij had drie zussen en twee broers en bleef ongehuwd.

## Leven en werk
Van Lennep volgde na zijn H.B.S.-opleiding de Handelsschool en werd in 1915 firmant bij Patijn, van Notten & Co, commissionairs in effecten te Amsterdam. Hij was lid van de C.H.U. en vervulde tal van politieke en maatschappelijk functies. Hij was lid van Provinciale Staten van Noord-Holland (1935-1941) en bestuurslid van diverse sociale en culturele organisaties (waaronder het Burger Weeshuis en het Stedelijk Museum van Amsterdam). Ook was hij beheerder van het fonds 1930 van de Vereniging Rembrandt en belast met de aankoop van kunstwerken. In 1931 werd hij benoemd tot Officier in de Orde van Oranje-Nassau. Frankrijk benoemde hem tot Ridder in het Legioen van Eer (Van Lennep was lid van het hoofdbestuur van het Genootschap Nederland-Frankrijk).
De meeste bekendheid verwierf Van Lennep door zijn geschiedkundige werken, waarin het leven wordt beschreven van bekende Haarlemse en Amsterdamse patriciërsfamilies. Voor zijn cultuur-historische inspanningen werd hij in 1965 beloond met de Zilveren Anjer, die hij uit handen van Prins Bernhard ontving.
Hij was kamerheer i.b.d. van de koninginnen Wilhelmina en Juliana.
Frans van Lennep overleed op 89-jarige leeftijd.

## Onderscheidingen
- Grootofficier in de Huisorde van Oranje
- Ridder in de Orde van de Nederlandse Leeuw
- Officier in de Orde van Oranje-Nassau
- Ridder in het Legioen van Eer
- Gouden museummedaille
- Zilveren anjer
- Zilveren medaille van de stad Amsterdam

## Werken
- Een weduwe aan de Amsterdamse beurs. Borski-saga 1765-1960. Groningen, 1973.
- De tamme kastanje. De Hartekamp, Berkenrode, Spanderswoud. Haarlem, 1969. [Oorspronkelijke uitgave: 1956-1959]
- Als vorsten. Portretten van 18de-eeuwers. Haarlem, 1967.
- Late regenten. Haarlem, 1962.
- Honderd jaar Hartekamp. Haarlem, 1956.